# Bobry (przystanek kolejowy w obwodzie grodzieńskim)
Bobry (biał. Бабры, ros. Бобры) – przystanek kolejowy w miejscowości Różanka, w rejonie szczuczyńskim, w obwodzie grodzieńskim, na Białorusi. Nazwa pochodzi od pobliskiej miejscowości Bobry.